# Vierzig Märtyrer von Brasilien

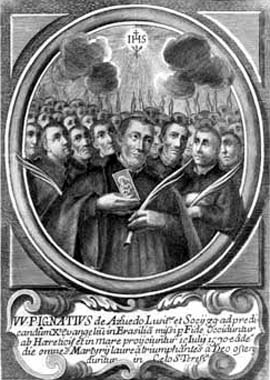
Stich mit Darstellung von Inácio de Azevedo und Gefährten

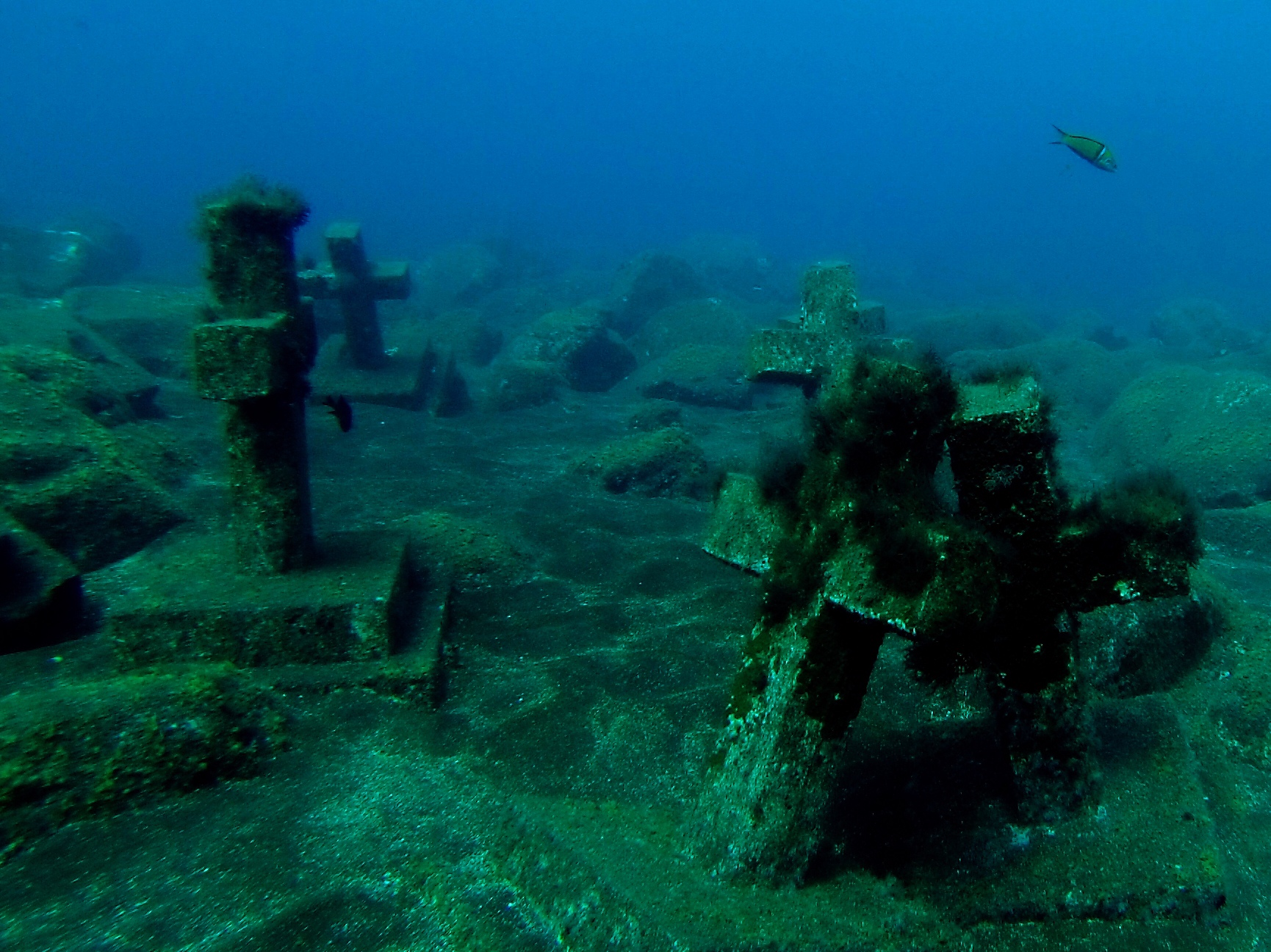
Teil der Betonkreuze in etwa 20 Meter Wassertiefe

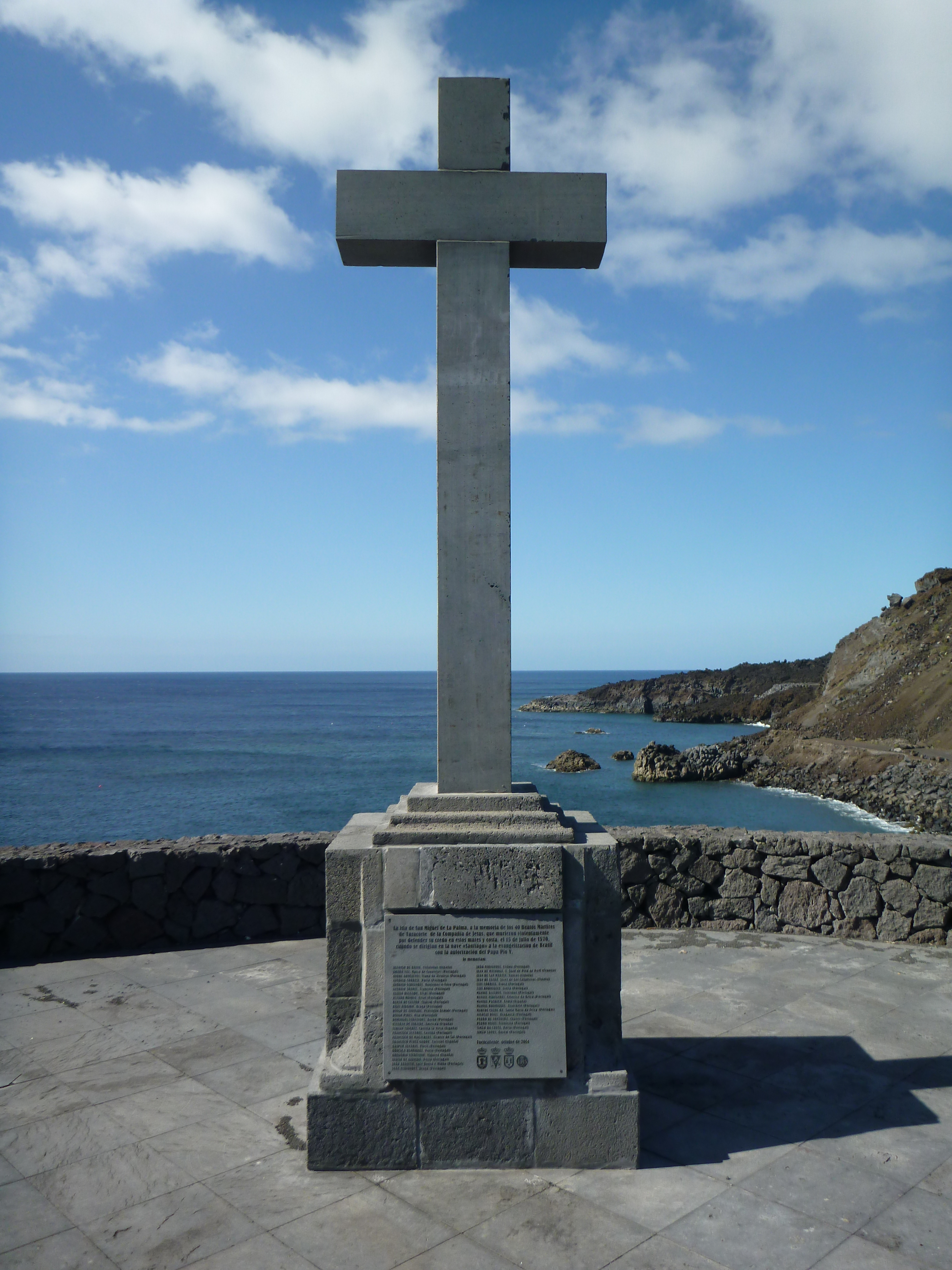
Steinkreuz mit einer Tafel, auf der die Namen der Märtyrer stehen, direkt am alten Leuchtturm

Die Vierzig Märtyrer von Brasilien (im Spanischen auch Märtyrer von Tazacorte) sind eine Gruppe von 40 Jesuiten (32 Portugiesen, 8 Spanier), die im Jahr 1570 unter der Führung von Inácio de Azevedo als Missionare auf dem Weg nach Brasilien den Märtyrertod erlitten.
Während der Überfahrt wurde ihr Schiff am 15. Juli 1570 vor La Palma von hugenottischen Freibeutern unter der Führung von Jacques de Sores angegriffen und geentert. Dieser ließ de Azevedo und alle anderen Jesuiten an Bord bis auf einen töten.
Papst Pius IX. sprach die 40 Jesuiten am 11. Mai 1854 selig. Gedenktag ist meist der 15. Juli. Die Gesellschaft Jesu feiert sie am 19. Januar zusammen mit anderen Jesuiten-Märtyrern.
Zum Gedenken an die Seliggesprochenen wurden von der Inselregierung von La Palma 40 Betonkreuze am Ort des Martyriums auf dem Meeresboden aufgestellt. Die Stelle befindet sich in etwa 20 Meter Tiefe. Sie ist heute ein beliebtes Tauchgebiet und befindet sich in der Nähe der Leuchttürme von Fuencaliente. Ein Steinkreuz mit einer Tafel, auf der die Namen der Märtyrer stehen, wurde im Oktober 2014 direkt neben dem alten Leuchtturm aufgestellt.

## Liste der Märtyrer
1. Inácio de Azevedo, Priester und Provinzial von Brasilien (geb. in Porto, Portugal)
2. Diogo de Andrade, Priester (geb. in Pedrógão Grande, Portugal)
3. Bento de Castro, Ordensbruder, Student (geb. in Chacim, Macedo de Cavaleiros, Portugal)
4. António Soares, Ordensbruder, Student (geb. in Trancoso da Beira, Portugal)
5. Manuel Álvares, Ordensbruder, Koadjutor (geb. in Estremoz, Portugal),
6. Francisco Álvares, Ordensbruder, Koadjutor (geb. in Covilhã, Portugal)
7. Domingos Fernandes, Ordensbruder, Student (geb. in Borba, Portugal)
8. João Fernandes, Ordensbruder, Student (geb. in Braga, Portugal)
9. João Fernandes, Ordensbruder, Student (geb. in Lisboa, Portugal)
10. António Correia, Ordensbruder, Student (geb. in Porto, Portugal)
11. Francisco de Magalhães, Ordensbruder, Student (geb. in Alcácer do Sal, Portugal)
12. Marcos Caldeira, Ordensbruder, (geb. in Feira, Portugal)
13. Amaro Vaz, Ordensbruder, Koadjutor (geb. in Benviver, Marco de Canavezes, Portugal)
14. Juan de Mayorga, Ordensbruder, Koadjutor (geb. in Saint-Jean-Pied-de-Port, Navarra, heute: Frankreich)
15. Alfonso de Baena, Ordensbruder, Koadjutor (geb. in Villatobas, Toledo, Spanien)
16. Esteban de Zudaire, Ordensbruder, Koadjutor (geb. in Zudaire-Améscoa, Navarra, Spanien)
17. Juan de San Martín, Ordensbruder, Student (geb. in Yuncos, Toledo, Spanien)
18. Juan de Zafra, Ordensbruder, Koadjutor (geb. in Jerez Badajoz, Spanien)
19. Francisco Pérez Godói, Ordensbruder, Student (geb. in Torrijos, Toledo, Spanien)
20. Gregório Escribano, Ordensbruder, Koadjutor (geb. in Viguera, Logroño, Spanien)
21. Fernán Sánchez, Ordensbruder, Student (geb. in Castilla-La Vieja, Spanien)
22. Gonçalo Henriques, Ordensbruder, Student (geb. in Porto, Portugal)
23. Álvaro Mendes Borralho, Ordensbruder, Student (geb. in Elvas, Portugal)
24. Pero Nunes, Ordensbruder, Student (geb. in Fronteira, Portugal)
25. Manuel Rodrigues, Ordensbruder, Student (geb. in Alcochete, Portugal)
26. Nicolau Diniz, Ordensbruder, Student (geb. in Bragança, Portugal)
27. Luís Correia, Ordensbruder, Student (geb. in Évora, Portugal)
28. Diogo Pires Mimoso, Ordensbruder, Student (geb. in Nisa, Portugal)
29. Aleixo Delgado, Ordensbruder, Student (geb. in Elvas, Portugal)
30. Brás Ribeiro, Ordensbruder, Koadjutor (geb. in Braga, Portugal)
31. Luís Rodrigues, Ordensbruder, Student (geb. in Évora, Portugal)
32. André Gonçalves, Ordensbruder, Student (geb. in Viana do Alentejo, Portugal)
33. Gaspar Álvares, Ordensbruder, Student (geb. in Porto, Portugal)
34. Manuel Fernandes, Ordensbruder, Student (geb. in Celorico de Beira, Portugal)
35. Manuel Pacheco, Ordensbruder, Student (geb. in Ceuta, Spanien)
36. Pedro Fontoura, Ordensbruder, Koadjutor (geb. in Chaves, Portugal)
37. António Fernándes, Ordensbruder, Koadjutor (geb. in Montemor-o-Novo, Portugal)
38. Simão da Costa, Ordensbruder, Koadjutor (geb. in Porto, Portugal)
39. Simão Lopes, Ordensbruder, Student (geb. in Ourém, Portugal)
40. João Audaucto (geb. in Entre Douro e Minho, Portugal)